# Carlos Calvo
Carlos Calvo (* 26. Februar 1824 in Buenos Aires; † 2. Mai 1906 in Paris), gelegentlich auch Charles Calvo genannt, war ein argentinischer Publizist und Historiker, der insbesondere im Bereich des Völkerrechts tätig war. Nach ihm ist die sogenannte Calvo-Doktrin benannt, ein Grundsatz des internationalen Rechts, der Auswirkungen auf die Beziehungen zwischen Staaten und Privatpersonen ausländischer Herkunft hat.

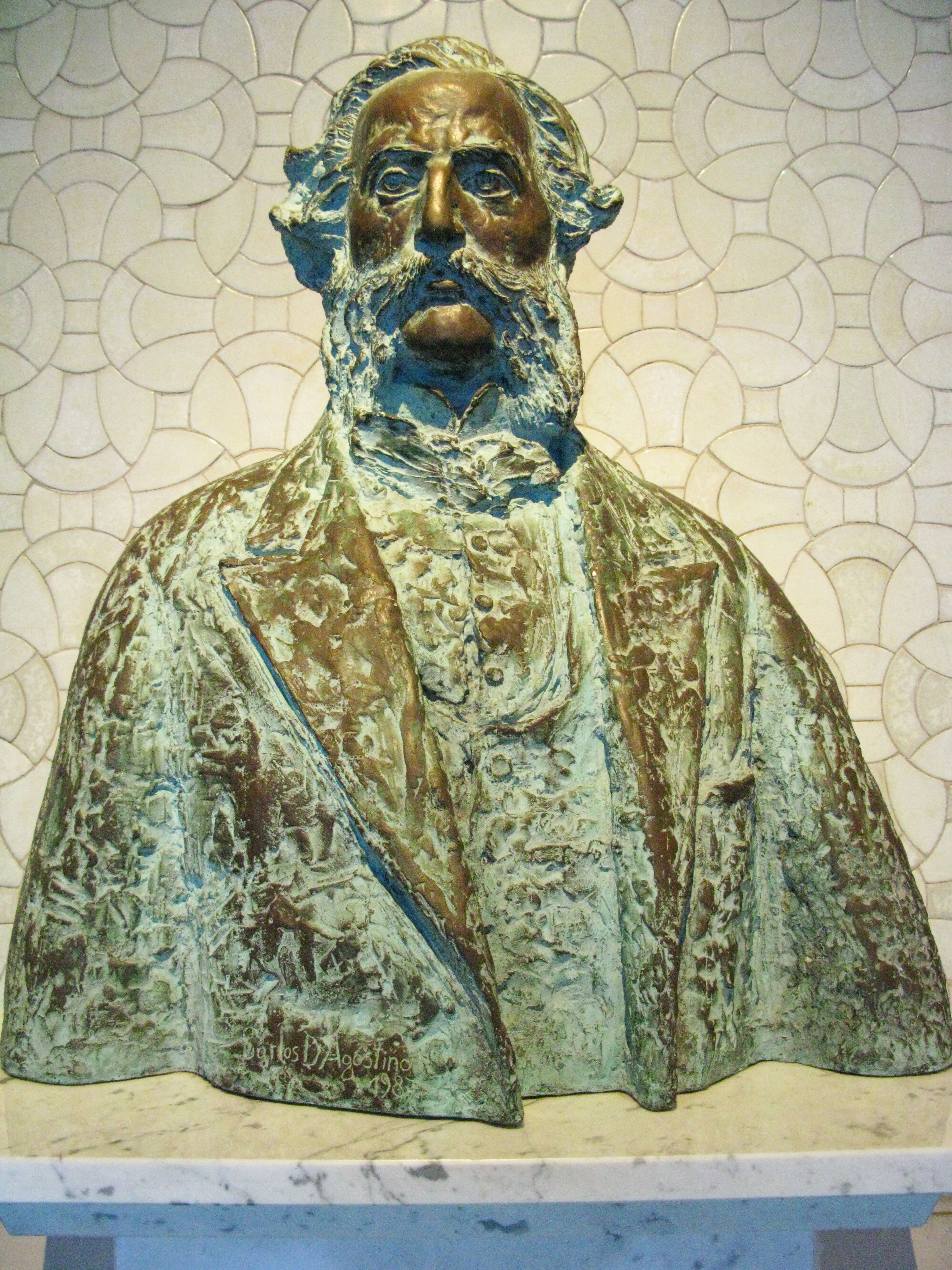
Büste von Carlos Calvo im Friedenspalast in Den Haag

## Leben
Carlos Calvo wurde 1824 in Buenos Aires geboren, verbrachte aber den größten Teil seines Lebens im Ausland und war ab 1860 im diplomatischen Dienst tätig. Im gleichen Jahr ging er im Auftrag der Regierung Paraguays nach London und Paris. In den folgenden Jahren veröffentlichte er in Paris ein mehrbändiges Werk zur Theorie und Praxis des internationalen Rechts, das zur damaligen Zeit als eine der wichtigsten Quellen zum Völkerrecht galt. Zu seinen weiteren Veröffentlichungen zählten historische Bücher zur Geschichte Südamerikas.
Im September 1873 war er in der belgischen Stadt Gent an der Gründung des Institut de Droit international (Institut für Völkerrecht) beteiligt, einer 1904 mit dem Friedensnobelpreis ausgezeichneten und bis in die Gegenwart bestehenden Institution, deren Ziel die Weiterentwicklung des Völkerrechts ist. 1885, zu der Zeit als Gesandter Argentiniens in Berlin tätig, veröffentlichte er ein Wörterbuch des internationalen Rechts. Nach ihm ist die sogenannte Calvo-Doktrin benannt, der zufolge bei privatrechtlichen Streitfragen von ausländischen Staatsangehörigen beziehungsweise Unternehmen die Rechtsprechung des Gastlandes vor Ort zuständig sei und somit eine diplomatische Intervention des Heimstaates zu unterbleiben hat.
Carlos Calvo gehörte als auswärtiges Mitglied der Pariser Akademie der moralischen und politischen Wissenschaften des Institut de France an. Er starb 1906 in Paris.

## Werke (Auswahl)
- Recueil complet des traités etc. de tous les États de l’Amérique latine. Paris 1862–1869 (elf Bände, auch in Spanisch).
- Une page du droit international, ou l’Amérique du Sud devant le droit des gens moderne. 1864.
- Derecho internacional teórico y práctico de Europa y América. Paris 1868 (zwei Bände); erweiterte französische Ausgabe: Le droit international théorique et pratique. Paris 1887 (sechs Bände).
- Annales historiques de la révolution de l’Amérique latine. 1864–1875 (fünf Bände).
- Dictionnaire de droit international public et privé. Berlin 1885 (zwei Bände, auch einbändiger Auszug).